# Jean Burnat
Pour les articles homonymes, voir Burnat.
Jean Burnat (Saint-Malo, 1918 - Nantes, 1977), est un écrivain et journaliste français.

## Biographie
Son père était receveur des PTT. Son frère est le romancier André Burnat. Il est l'oncle du journaliste Patrice Burnat.
En 1944, il publie à Genève son premier roman, un roman policier: Erreur de cadavre.
Sa femme Elisabeth, auteur de Idiote chérie, Sissi impératrice d'Autriche a co-écrit certains de ces livres.
Il fut le champion des jeux radiophoniques et télévisés: « Quitte ou double (émission) » et « Réponse à tout »  très suivis en France.
Il a écrit également dans le genre Littérature d'enfance et de jeunesse.

## Vie privée
Il est marié à la romancière Elisabeth Burnat.

## Publications
- Erreur de cadavre de Jean-André Burnat, Les Éditions Utiles, coll. « L'enquête », Genève, 1944
- Mes élèves et moi, illustrations Jacques Faizant, Calmann-Lévy, coll. « Labiche », no 1, 1952; réédition, illustrations de l'auteur, Calmann-Lévy, coll. « Calmann-Lévy Poche », 1957; réédition, Calmann-Lévy, coll. « Labiche », 1964
- Des élèves qu'on appelle sauvages, illustrations Jean Bellus, Calmann-Lévy, coll. « Labiche », no 7, 1953; réédition, illustrations de l'auteur, Calmann-Lévy, coll. « Calmann-Lévy Poche », 1957
- Le cœur en feu, nouvelle dans Les œuvres Libres, Nouvelle série, no 84, mai 1953
- L'école du suicide, comédie comique en collaboration avec Pierre Peyrou
- Boires et déboires de Giacommo Serpoletti, nouvelle dans Les œuvres Libres, Nouvelle série, no 97, juin 1954
- Monsieur Anodin, Calmann-Lévy, coll. « Labiche », no 19, 1954
- C'est Dupont, mon empereur ! (Mémoires inédits du grenadier Nicéphore Dupont natif de Melle (Vendée))[7], préface de Jean Richard, Éditions Amiot-Dumont, coll. « Toute la ville en parle », 1954; réédition : 1955; réédition Éditions Marabout, coll. « Marabout collection », no 200, 1957; réédition, couverture Point 50/B. Flageul-P. Magaud, Le Livre de Poche, Librairie Générale Française, 1979
- C'est du Pont, mon Éminence! (Mémoires inédits de Nicaise du Pont de la Bouze de Bedousse, le cinquième mousquetaire), Éditions Amiot-Dumont, coll. « Toute la ville en parle », 1955
- Drôle de journée, par un collectif d'auteurs, couverture de Gus, Calmann-Lévy, coll. « Labiche », 1955
- C'est d'Upont, mon impératrice! (Mémoires inédits du général Napoléon d'Upont, colonel aux dragons de l'impératrice), Éditions Amiot-Dumont, coll. « Toute la ville en parle », 1956
- Mes fantômes et moi, illustrations Kiraz, Calmann-Lévy, coll. « Calmann-Lévy Poche », 1956
- Cartouche mon copain, Éditions Robert Laffont, coll. « Les brigands bien-aimés », 1957
- Les Carnetskis du colonel Popoff (Carnets secrets et parisiens du colonel Popoff), illustrations de Jean Palayer, Éditions de Paris, 1957
- La Belle au Chouan, une aventure de Franc-Chemin, Éditions de Paris, 1957.
- Histoire des Romains, illustrations de l'auteur, Éditions de Paris, 1957.
- Trop belle Madame Tallien, Robert Laffont, 1958
- Leur dernière tzarine, Robert Laffont, 1959; réédition, Robert Laffont, 1976,  réédition, Robert Laffont, 1992
- D comme Dupont, la chanson de geste du pousse-caillou français, Éditions Le Livre contemporain, 1959
- Corsaire courageux, illustrations de David Nardini, O.D.E.J., Collection J, no 20, 1960
- Le petit tambour d'Arcole, illustrations Pierre Le Guen, O.D.E.J., Collection J, no 42, 1961, réédition, illustrations Pierre Le Guen, O.D.E.J., 1966
- Le vengeur de Vercingétorix, illustrations Naro Barbato, O.D.E.J., Collection J, no 60, 1962
- Le dossier Napoléon, avec Georges-Henri Dumont et Émile Wanty, Éditions Marabout, coll. Marabout Université, no 17, 1962
- Napoléon par ceux qui l'ont connu, 4 tomes, édition hors commerce numérotée, reliures réalisées à l'aide d'un fer à dorer original de Marcel Chassard, Les éditions de l'Illustration, 1970.
  - tome Ier: Jeunesse
  - tome II : Les complices de Brumaire
  - tome III: Les Compagnons de la Gloire
  - tome IV : Les courtisans du malheur

- Préfaces, postfaces, notes
  - Monologues et petit théâtre, Jean Richard et Roger Pierre, Éditions Amiot-Dumont, 1954, (auteur de l'Avant-propos).
  - Les Trois mousquetaires, Alexandre Dumas, Éditions Club du livre du mois coll. « Le rayon des connaisseurs », 1956; réédition 1960; réédition 1972, (auteur de la préface et des notes).
  - Guerre et paix, Léon Tolstoï, Éditions Club du livre du mois, coll. « Le rayon des connaisseurs », 3 volumes, introduction par Pierre Pascal, préface d'Alexandra Tolstoï, 1957, (auteur de la postface).
  - Le bois du templier pendu, Henri Béraud, Éditions Club du livre du mois, 1957, (auteur de la préface).
  - Mémoires de Vidocq, chef de la police de sûreté jusqu'en 1827, Éditions Club du livre du mois, coll. « Les Amis du Club du livre du mois », 1959, (Reliure toilée rouge); co-édition Club du livre du mois, coll. « Le Club du livre d'Histoire », 1959 (Reliure bradel demi-basane rouge. Dos lisse. Texte sur 2 colonnes); réédition Les Productions de Paris, 1960 (publié sous la direction de Jean Burnat).
  -  La campagne de Russie augmentée d'extraits de la réfutation du général Gourgaud, tome I: La marche vers Moscou, Philippe Paul, comte de Ségur, Éditions Club du livre du mois, coll. « Le Club du livre d'histoire », 1960; co-édition Hachette, 1960, (auteur de la préface et des notes)
  -  La campagne de Russie augmentée d'extraits de la réfutation du général Gourgaud, tome II: La Retraite, Philippe Paul, comte de Ségur, Éditions Club du livre du mois, coll. « Le Club du livre d'histoire », 1960; co-édition Hachette, 1960, (auteur de la préface et des notes)